# 霊岩警察署
霊岩警察署（ヨンアムけいさつしょ）は、全南地方警察庁所管の警察署である。

## 管轄区域
- 霊岩郡

## 沿革
- 1945年10月21日 - 開署。

## 組織
- 警務課
- 生活安全交通課
- 捜査課
- 情報保安課

## 管轄派出所
- 三湖派出所
- 始終派出所
- 新北派出所
- 邑内派出所
- 鶴山派出所

## 管轄治安センター
- 都浦治安センター
- 金井治安センター
- 徳津治安センター
- 郡西治安センター
- 西湖治安センター
- 美岩治安センター

## 管轄哨所
- 大仏哨所